# Sabanejewia baltica
Sabanejewia baltica är en fiskart som beskrevs av Witkowski, 1994. Sabanejewia baltica ingår i släktet Sabanejewia och familjen nissögefiskar. IUCN kategoriserar arten globalt som livskraftig. Inga underarter finns listade i Catalogue of Life.